# Улица Индуля (Рига)
Улица И́ндуля (латыш. Induļa iela) — улица в Видземском предместье города Риги, в Пурвциемсе. Название улицы происходит от латышского мужского имени Indulis (по всей вероятности, в честь героя эпической пьесы Райниса «Индулис и Ария»).
Проходит от улицы Унияс до улицы Жагату. Общая длина — 374 метра. На всём протяжении имеет асфальтовое покрытие. Общественный транспорт по улице не курсирует.
Впервые указана в перечне улиц города в 1925 году под названием «улица Ирбью» (латыш. Irbju iela, от латыш. irbe — куропатка). С 1930 года упоминается под своим нынешним названием, которое в последующем не изменялось.

## Прилегающие улицы
Улица Индуля пересекается со следующими улицами:
- Улица Унияс
- Улица Пайпалу
- Улица Медню
- Улица Фазану
- Улица Жагату